# ليونيل أباتي إتوندي
ليونيل أباتي إتوندي هو لاعب كرة قدم كاميروني في مركز الهجوم، ولد في 25 سبتمبر 2000 في الكاميرون. لعب مع ريال موناركس.